# M59 (galaxie)
Pour les articles homonymes, voir M59.
M59 (NGC 4621) est une galaxie elliptique relativement rapprochée et située dans la constellation de la Vierge. Sa vitesse par rapport au fond diffus cosmologique est de 791 ± 23 km/s, ce qui correspond à une distance de Hubble de 11,67 ± 0,89 Mpc (∼38,1 millions d'al). NGC 4619 a été découverte par l'astronome allemand Johann Gottfried Koehler en 1779. Charles Messier a observé cette galaxie quatre jours après la découverte de Koehler et il l'a ajoutée à son catalogue.

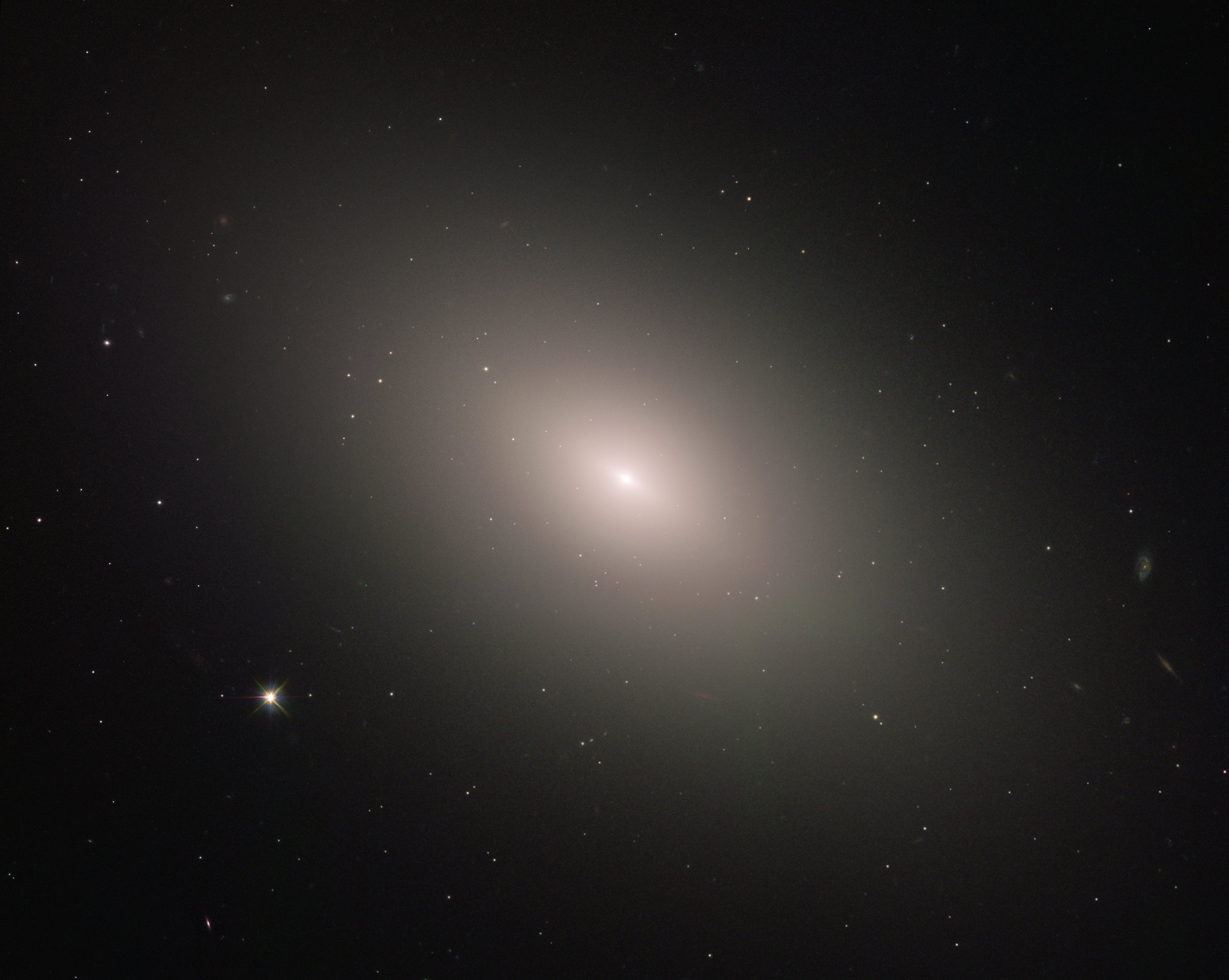
M59 par le télescope spatial Hubble.

NGC 4621 a été utilisée par Gérard de Vaucouleurs comme une galaxie de type morphologique E5 dans son atlas des galaxies,.

## Distance de M59
À ce jour, 46 mesures non basées sur le décalage vers le rouge (redshift) donnent une distance de 16,013 ± 2,783 Mpc (∼52,2 millions d'al), ce qui est à l'intérieur des valeurs de la distance de Hubble.
Cette galaxie, comme plusieurs de l'amas de la Vierge, est relativement rapprochée du Groupe local et on obtient souvent une distance de Hubble très différente en raison de leur mouvement propre dans le groupe où dans l'amas où elles sont situées. La distance de 16.0 Mpc est sans doute plus près de la réalité. Selon ces deux mesures, M59 se dirige vers le centre de l'amas en direction de la Voie lactée. Notons que c'est avec la valeur moyenne des mesures indépendantes, lorsqu'elles existent, que la base de données NASA/IPAC calcule le diamètre d'une galaxie.
Bien qu'elle n'apparaisse dans aucun groupe de galaxies des sources consultées, la désignation VCC 1903 indique que NGC 4294 fait partie de l'amas de la Vierge. Sa distance correspond à la distance moyenne des galaxies de l'amas. M59 a aussi une galaxie naine ultracompacte, la galaxie M60-UCD1 découverte en 2013.

## Noyau de M59

### Trou noir supermassif
Une étude publiée en 2008 basée sur des données dans le domaine des rayons X captées par le télescope spatial Chandra ainsi que sur des données en onde radio captées par le Karl G. Jansky Very Large Array (VLA) révèle qu'un trou noir supermassif se trouve dans le centre de cette galaxie. Selon cette étude, sa masse serait d'environ 270 millions de masses solaires.
Selon une autre étude aussi réalisée auprès de 76 galaxies par Alister Graham en 2008, le bulbe central de NGC 4621 renferme un trou noir supermassif dont la masse est estimée à 4,0+0,6
 −0,6 × 108 {\displaystyle M_{\odot }}.

### Noyau contre rotatif et disque nucléaire
Une étude publiée en 2002 basée sur la cinématique stellaire de M59 révèle la présence d'un noyau contre rotatif d'environ environ 60 pc (∼196 al) de diamètre.
Le noyau contient également un disque qui est davantage bleu que la région du bulbe avec une composant qui s'étend vers un angle de 15°. Cette extension du disque est peut-être le résultat d'une fusion galactique suivie d'un sursaut de formation d'étoiles.

## Amas globulaires
Selon une étude publiée en 2008 et basée sur les observations réalisées avec le télescope spatial Hubble, le nombre d'amas globulaires dans M59 (VCC 1903 dans l'article) est estimé à 803 ± 355. 

## Supernova
La supernova SN 1939B a été découverte dans M59 le 19 mai par l'astrophysicien américano-suisse Fritz Zwicky. Le type de cette supernova n'a pas été déterminé.